# Arsínoe (Cirenaica)
Arsínoe (en grec antic Ἀρσινόη) era el nom d'una de les cinc ciutats de la Pentàpolis de Líbia a la Cirenaica, durant el govern dels Làgides. Aquest nom és el que li dona Plini el Vell a la Naturalis Historia. Anteriorment s'havia dit Tauquira (Ταύχειρα), actualment Tocra. Plini el Vell també diu que el nom d'Arsínoe el va donar a la ciutat el rei Ptolemeu II Filadelf per honorar la seva germana i cunyada Arsínoe.